# Дарко Куртовић
Дарко Куртовић је босанскохерцеговачки глумац. 

## Улоге
| Год.       | Назив                 | Улога                  |
| ---------- | --------------------- | ---------------------- |
| 2010.-те   |                       |                        |
| 2012-2015. | Луд, збуњен, нормалан | Дарко, Тип, Видеотекар |
| 2016.      | On the Milky Road     |                        |